# Umimachi Diary
Umimachi Diary (海街diary?) es un manga dramático escrito e ilustrado por Akimi Yoshida, fue serializado en la revista mensual Flowers de la editorial Shogakukan, fue adaptado a una película titulada Our Little Sister y además fue ganador de los premios Japan Media Arts Festival y  Manga Taishō.

## Argumento
Las tres hermanas Kouda sufren la pérdida de su padre que no han visto desde hace mucho tiempo y asisten a su funeral, donde conocen a su media hermana y comienzan a vivir juntas.

## Personajes
Sachi Kouda (香田 幸 Kouda Sachi?)
La hermana mayor de la familia Kouda que trabaja como enfermera en un hospital, tiene 29 años y es una chica seria y confiable.
Yoshino Kouda (香田 佳乃 Kouda Yoshino?)
La segunda hermana de la familia Kouda, tiene 22 años. Es una empleada de oficina en un banco; ama tomar alcohol y cuando está ebria hace tonterías, además le gusta tener citas con jóvenes menores que ella.
Chika Kouda (香田 千佳 Kouda Chika?)
Es la hermana menor de la familia Kouda, tiene 19 años y trabaja en una tienda de artículos deportivos.
Suzu Asano (浅野 すず Asano Suzu?)
Comparte el mismo padre que las hermanas Kouda, a pesar de parecer una chica madura y seria tiene solamente 13 años; vive con las hermanas Kouda y es buena en los deportes.

## Manga
El manga escrito e ilustrado por Akimi Yoshida fue serializado en la revista Flowers de la editorial Shogakukan, cuenta con un total de 8 volúmenes. El manga ganó el premio a la excelencia del Japan Media Arts Festival en 2007, así como el premio de la sexta edición del Manga Taishō, estuvo nominado en la primera edición donde obtuvo el tercer lugar; en el año 2016 el manga ganó el premio a Mejor Manga de la categoría general del Shogakukan Manga Award.

### Lista de volúmenes
| N.º | Título      | Fecha de lanzamiento    | ISBN original          |
| --- | ----------- | ----------------------- | ---------------------- |
| 1   | «Volumen 1» | 26 de abril de 2007     | ISBN 978-4-09-167025-0 |
| 2   | «Volumen 2» | 10 de octubre de 2008   | ISBN 978-4-09-167037-3 |
| 3   | «Volumen 3» | 10 de febrero de 2010   | ISBN 978-4-09-167040-3 |
| 4   | «Volumen 4» | 10 de agosto de 2011    | ISBN 978-4-09-167048-9 |
| 5   | «Volumen 5» | 10 de diciembre de 2012 | ISBN 978-4-09-167053-3 |
| 6   | «Volumen 6» | 10 de julio de 2014     | ISBN 978-4-09-167053-3 |
| 7   | «Volumen 7» | 8 de enero de 2016      | ISBN 978-4-09-167073-1 |
| 8   | «Volumen 8» | 10 de abril de 2017     | ISBN 978-4-09-167078-6 |